# RBC Tennis Championships of Dallas
O Challenger de Dallas é um evento de tênis masculino, válido pelo ATP Challenger Tour, desde 1998, em piso duro, em Dallas, Texas, EUA.

## Edições

### Simples
| Ano  | Campeão              | Vice-Campeão      | Placar              |
| ---- | -------------------- | ----------------- | ------------------- |
| 2013 | Rhyne Williams       | Robby Ginepri     | 7–5, 6–3            |
| 2012 | Jesse Levine         | Steve Darcis      | 6–4, 6–4            |
| 2011 | Alex Bogomolov Jr.   | Rainer Schüttler  | 7–6(5), 6–3         |
| 2010 | Ryan Sweeting        | Carsten Ball      | 6–4, 6–2            |
| 2009 | Ryan Sweeting        | Brendan Evans     | 6–4, 6–3            |
| 2008 | Amer Delic           | Stéphane Bohli    | 6–4, 7–5            |
| 2007 | Robert Kendrick      | Benedikt Dorsch   | 6–3, 6–4            |
| 2006 | Kevin Kim            | Robert Kendrick   | 1–6, 6–4, 6–1       |
| 2005 | Michael Ryderstedt   | André Sá          | 6–7(2), 7–6(5), 6–2 |
| 2004 | Sébastien de Chaunac | Amer Delic        | 6–4, 7–6(3)         |
| 2003 | Simon Greul          | Justin Gimelstob  | 6–3, 7–6(5)         |
| 2002 | Jeff Morrison        | Martin Verkerk    | 6–4, 6–4            |
| 2001 | Dmitry Tursunov      | Justin Bower      | 6–2, 6–4            |
| 2000 | Não Aconteceu        | Não Aconteceu     | Não Aconteceu       |
| 1999 | André Sá             | Jimy Szymanski    | 7–5, 4–6, 6–4       |
| 1998 | Daniel Nestor        | Cristiano Caratti | 6–1, 6–2            |

### Duplas
| Ano  | Campeões                             | Vice-Campeões                        | Placar                 |
| ---- | ------------------------------------ | ------------------------------------ | ---------------------- |
| 2013 | Alex Kuznetsov Mischa Zverev         | Tennys Sandgren Rhyne Williams       | 6–4, 6–7(7–4), [10–5]  |
| 2012 | Chris Eaton Dominic Inglot           | Nicholas Monroe Jack Sock            | 6–7(6–8), 6–4, [19–17] |
| 2011 | Scott Lipsky Rajeev Ram              | Dustin Brown Björn Phau              | 7–6(3), 6–4            |
| 2010 | Scott Lipsky David Martin            | Vasek Pospisil Adyl Shamasdin        | 7–6(7), 6–3            |
| 2009 | Prakash Amritraj Rajeev Ram          | Patrick Briaud Jason Marshall        | 6–3, 4–6, 10–8         |
| 2008 | Benedikt Dorsch Björn Phau           | Scott Lipsky David Martin            | 6–4, 6–4               |
| 2007 | Eric Butorac Jamie Murray            | Rajeev Ram Bobby Reynolds            | 6–4, 6–7(4), 10–7      |
| 2006 | Rajeev Ram Bobby Reynolds            | Mirko Pehar Dušan Vemić              | 6–3, 6–4               |
| 2005 | Rik de Voest Giovanni Lapentti       | Ramón Delgado André Sá               | 6–4, 6–4               |
| 2004 | Jordan Kerr Todd Perry               | Rik de Voest Eric Taino              | 7–5, 6–3               |
| 2003 | Justin Gimelstob Scott Humphries     | Martín García Graydon Oliver         | 7–6(7), 7–6(4)         |
| 2002 | Giorgio Galimberti Frédéric Niemeyer | Huntley Montgomery Brian Vahaly      | 7–6(1), 6–4            |
| 2001 | Gavin Sontag Jerry Turek             | Dušan Vemić Lovro Zovko              | 3–6, 7–5, 7–5          |
| 2000 | Não Aconteceu                        | Não Aconteceu                        | Não Aconteceu          |
| 1999 | Paul Kilderry Grant Silcock          | Mitch Sprengelmeyer Jason Weir-Smith | 4–6, 6–3, 6–1          |
| 1998 | Jared Palmer Jonathan Stark          | Michael Hill Scott Humphries         | 6–3, 6–4               |